# Дирижизм
Дирижизм (фр. Dirigisme) — політика активного втручання в управління економікою з боку держави в середині сорокових років ХХ ст. у Франції.
Також дирижисти існували в економіках інших країн XX століття, серед яких Індія, Туреччина, Індонезія, Пакистан, Росія та ін.
Принцип дирижизму протилежний невтручанню (laissez-faire), тобто економічному лібералізму і мінімізації державного регулювання.